# سياسة التبغ

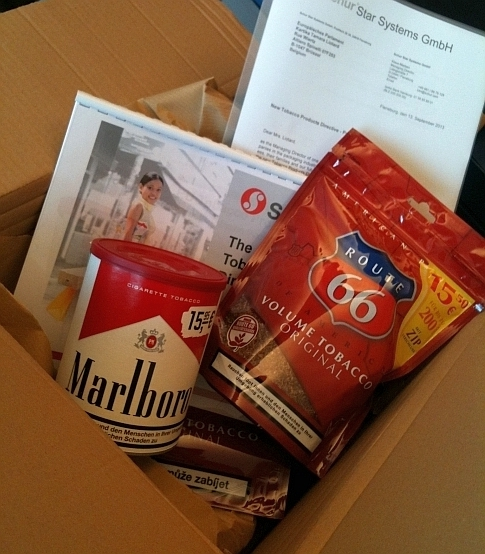
هدية قدمتها جماعات الضغط في صناعة التبغ إلى السياسية الهولندية كارتيكا ليوتارد في عام 2013.

يشير مصطلح سياسة التبغ إلى السياسة المحيطة باستخدام وتوزيع التبغ، وكذلك اللوائح التنظيمية.
في الولايات المتحدة، من الخمسينيات حتى التسعينيات، كان لصناعات التبغ تأثير كبير في تشكيل الرأي العام حول المخاطر الصحية للتبغ. على الرغم من الجهود التي بذلها المدافعون عن الصحة العامة والعلماء والمتضررين من التدخين، فقد فضل الكونغرس والمحاكم صناعة التبغ في السياسة والتقاضي. لم يكن الأمر كذلك حتى التسعينيات عندما حقق المدافعون عن الصحة العامة نجاحًا أكبر في التقاضي ضد صناعات التبغ، بما في ذلك اتفاقية التسوية الرئيسية لعام 1998 بين شركات التبغ الكبرى و46 مدعيًا عامًا في الولاية. على الرغم من أن الرأي العام في الولايات المتحدة حول استخدام التبغ غير مؤيد بشكل عام، إلا أن العديد من شركات التبغ الكبيرة لا تزال تحقق النجاح على المستوى الدولي، وتوسعت شركات التبغ إلى فئات منتجات أخرى، مثل السجائر الإلكترونية، مع انخفاض استخدام التبغ التقليدي.
اعتبارًا من عام 2018، وقعت 169 دولة على اتفاقية منظمة الصحة العالمية الإطارية بشأن مكافحة التبغ (FCTC)، والتي تحكم مكافحة التبغ الدولية. ومع ذلك، واجهت العديد من الدول صعوبة في الامتثال لاتفاقية منظمة الصحة العالمية الإطارية بشأن مكافحة التبغ، مع ارتفاع معدلات التدخين خاصة في الدول النامية. يوجد حاليًا ما يقرب من 1.3 مليار مدخن على مستوى العالم.

## الضرائب
لقد فرضت حكومات الولايات في الولايات المتحدة ضرائب على التبغ لعقود من الزمن. تجاوزت الإيرادات التراكمية من ضرائب التبغ في الولايات المتحدة 32 مليار دولار في عام 2010، مما أدى إلى إنشاء مصدر رئيسي للإيرادات للحكومة. ومع ذلك، بلغت الإيرادات من الضرائب المفروضة على التبغ في الولايات المتحدة ذروتها في عام 2010 عند 17.2 مليار دولار، وانخفضت بشكل مطرد كل عام منذ ذلك الحين مع وصول الإيرادات في عام 2023 إلى 11.6 مليار دولار.
إن قانون مكافحة الاتجار بالسجائر غير المشروعة لعام 1978، وهو القانون الذي يجعل تهريب السجائر جريمة جنائية يعاقب عليها بالسجن الفيدرالي لمدة تصل إلى خمس سنوات، هو وسيلة لمقاضاة المهربين الذين يتجنبون دفع الرسوم الجمركية على السجائر. كان من شأن قانون وقف تهريب التبغ في الأقاليم لعام 2013 (HR 338؛ الكونجرس 113)، المقترح خلال الكونغرس الأمريكي رقم 113، أن يقوم بتحديث قانون الاتجار بالسجائر غير المشروعة ليشمل ساموا الأمريكية، وجزر ماريانا الشمالية، وغوام، والتي لم يكن القانون يشملها من قبل. وعلى الرغم من أن مشروع القانون قاموا بتمريره بنجاح في مجلس النواب، إلا أنه بعد مناقشات ومداولات طويلة، فشل في نهاية المطاف في الحصول على موافقة مجلس الشيوخ. وربما كان هذا الفشل راجعا إلى مجموعة متنوعة من العوامل، مثل معارضة أعضاء مجلس الشيوخ ذوي الآراء السياسية المختلفة، أو المخاوف بشأن أحكام محددة داخل مشروع القانون، أو العقبات الإجرائية التي منعته من المضي قدما. ونتيجة لذلك، وعلى الرغم من نجاحه الأولي في مجلس النواب، لم يتمكن مشروع القانون من المضي قدمًا عبر العملية التشريعية الكاملة ليصبح قانونًا.

## اعلانات السجائر

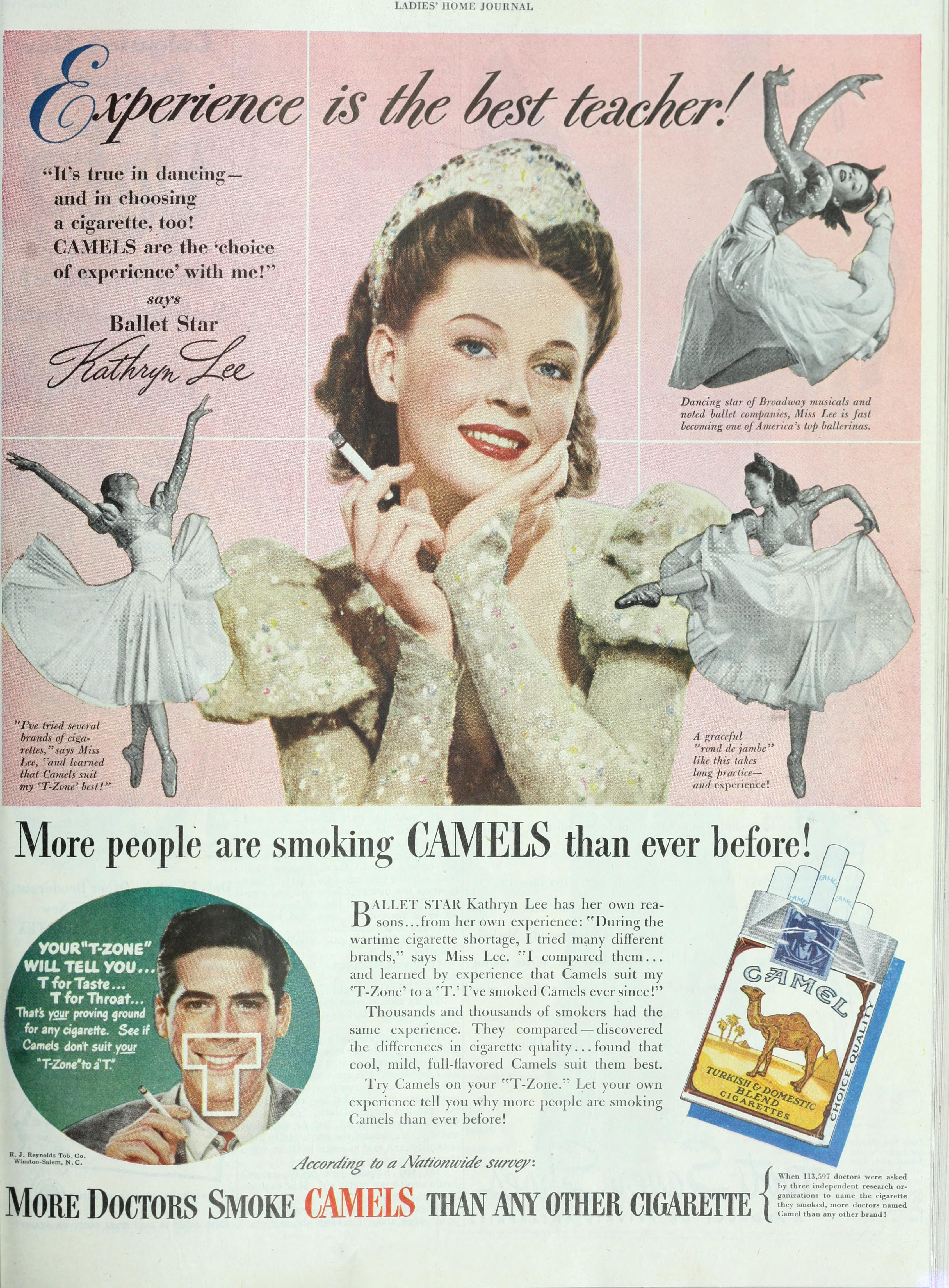
إعلان عن سجائر كاميل عام 1948

في العديد من أنحاء العالم، يُحظر الإعلان عن التبغ ورعاية الأحداث الرياضية. دفع الحظر المفروض على الإعلان عن التبغ ورعايته في الاتحاد الأوروبي في عام 2005، إدارة الفورمولا واحد إلى البحث عن أماكن تسمح بعرض شعارات رعاة التبغ، مما أدى إلى إلغاء بعض السباقات في التقويم لصالح أسواق أكثر «صديقة للتبغ». اعتبارًا من عام 2007، حصل فريق فورمولا 1 واحد فقط، سكوديريا فيراري، على رعاية من شركة تبغ؛ ظهرت علامة مارلبورو التجارية على سياراتها في ثلاثة سباقات (البحرين وموناكو والصين)، وكلها في بلدان تفتقر إلى القيود المفروضة على الإعلان عن التبغ. منذ عام 2018، تحايلت شركة فيليب موريس إنترناشيونال (PMI) وشركة برتيش أمريكان توباكو (BAT) على حظر الاتحاد الأوروبي من خلال استخدام بيانات مهمة الشركة والعلامات التجارية المرتبطة بها لربط منتجاتها «ذات المخاطر المنخفضة المحتملة» بفرق سباقات الفورمولا واحد (F1) وسباق الجائزة الكبرى للدراجات النارية (MotoGP). في عام 2022، أنفقت شركة فيليب موريس إنترناشونال وشركة برتيش أمريكان توباكو ما يقدر بنحو 40 مليون دولار لرعاية فريقي فيراري وماكلارين. لا تزال لوحات الإعلانات الخاصة بالتبغ مستخدمة في ألمانيا، في حين قامت أغلب الدول الأعضاء في الاتحاد الأوروبي بحظرها.
حصل فريق MotoGP دوكاتي مارلبورو، على رعاية من مارلبورو، وظهرت علامته التجارية في السباق في قطر والصين. في الأول من يوليو 2009، حظرت أيرلندا الإعلان عن منتجات التبغ وعرضها في جميع منافذ البيع بالتجزئة.

## الضغط
تشمل شركات الضغط الكبرى في مجال التبغ مجموعة ألتريا (الشركة الأم لشركة فيليب موريس الولايات المتحدة)، وشركة فيليب موريس إنترناشيونال، وشركة رينولدز الأمريكية.

### القرن العشرين

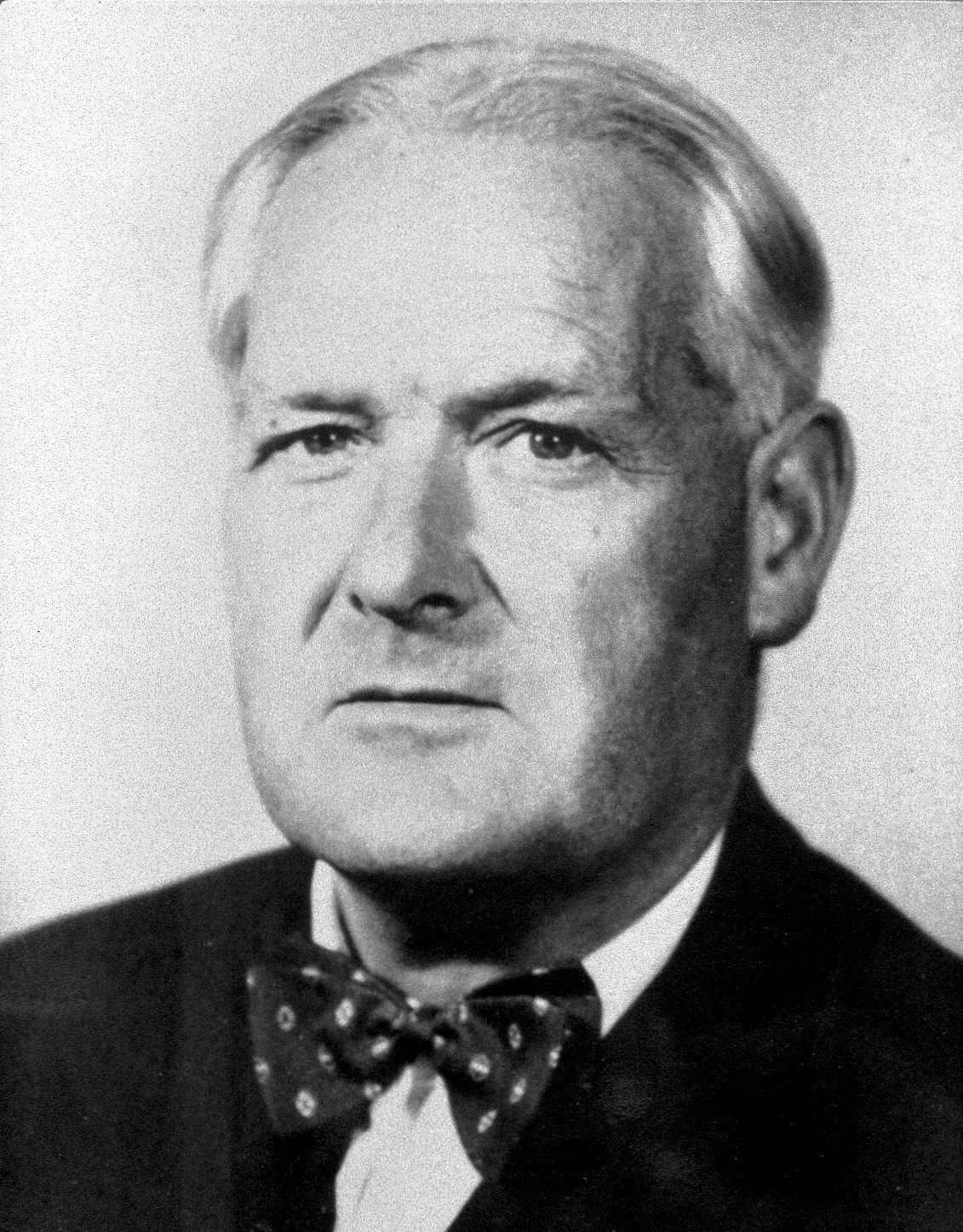
نشر أ. برادفورد هيل، إلى جانب ريتشارد دول، العديد من الدراسات التي توضح وجود علاقة سببية بين التدخين وسرطان الرئة.

في أوائل الخمسينيات من القرن العشرين، أظهرت العديد من الدراسات وجود علاقة سببية بين التدخين وسرطان الرئة. وبسبب مخاوفها من أن تؤثر هذه الدراسات سلبًا على استهلاك التبغ، اجتمعت شركات التبغ معًا واستعانت بشركة العلاقات العامة هيل آند نولتون. في عام 1954، نشرت شركات التبغ بيانًا صحفيًا مشتركًا بعنوان «بيان صريح»، والذي ألقى ظلالًا من الشك على الدراسات التي تربط التدخين بالسرطان ودعت إلى إجراء المزيد من الأبحاث. بالإضافة إلى ذلك، شكلت صناعات التبغ هذه لجنة أبحاث صناعة التبغ (TIRC)، والتي تحدت علم العلاقة بين التدخين والسرطان. كان أول مدير لـ TIRC هو كلارنس كوك ليتل، الذي أعطت خلفيته في العلوم الوراثية لـ TIRC مظهر المصداقية العلمية. انضم علماء آخرون كانوا متشككين في العلاقة السببية بين التدخين والسرطان إلى المجلس الاستشاري العلمي التابع لـ TIRC، على الرغم من أن العديد من هؤلاء العلماء أعربوا عن قلقهم إزاء إنكار TIRC القوي للرابط بين الاثنين.
في عام 1964، أصدر الجراح العام تقريرًا يؤكد العلاقة السببية بين التدخين والسرطان. شكل صناع التبغ معهد التبغ، وهي جمعية تجارية عملت بمثابة جماعة ضغط لصناعات التبغ في الكونغرس. كان هذا الضغط ناجحًا بشكل عام، حيث كانت صناعة التبغ ممولة جيدًا وكانت الولايات الجنوبية تعتمد على عائدات التبغ. على سبيل المثال، بعد أن فرضت لجنة التجارة الفيدرالية (FTC) وضع ملصقات تحذيرية صحية على أغلفة السجائر، نجحت شركات التبغ في طلب أن يكون التنظيم من الكونغرس بدلاً من تنظيم لجنة التجارة الفيدرالية. كان قانون وضع العلامات والإعلانات الفيدرالية للسجائر لعام 1965 يتطلب في الأصل أن تتضمن ملصقات التحذير من السجائر تحذيرًا من السرطان، ولكن حذف هذا من مشروع القانون النهائي.
على الرغم من النفوذ الكبير الذي كانت تتمتع به شركات التبغ طوال القرن العشرين، إلا أن دعاة مكافحة التبغ حققوا أيضًا بعض النجاح. في عام 1967، نجح المدافعون عن مكافحة التبغ في إثبات أن مبدأ العدالة الذي تتبناه لجنة الاتصالات الفيدرالية (FCC) يفرض وقتًا للإعلانات المناهضة للتدخين يساوي الوقت المخصص لإعلانات التدخين. في عام 1998، وفي ظل الأدلة المتزايدة ضد شركات التبغ، وخاصة بعد إصدار العديد من وثائق الصناعة، والمواقف العامة المتزايدة ضد التدخين، دخلت الولايات وشركات التبغ في اتفاقية تسوية رئيسية. تضمنت هذه التسوية مدفوعات للولايات، وقيودًا على الإعلانات، والوصول المجاني إلى أبحاث الصناعة الداخلية، على الرغم من أن البعض انتقد التسوية لحماية الصناعة من الدعاوى القضائية المستقبلية، ومنح احتكارًا لأكبر شركات التبغ، وإنشاء «عملاء» يعتمدون على مدفوعات التسوية، وتحويل تكلفة السجائر إلى المدخنين الأفراد بدلاً من الشركات. بالإضافة إلى ذلك، قامت شركات التبغ بتوسيع عملياتها في الخارج، مما قد يؤدي إلى تقويض تأثير التسوية.

### القرن الحادي والعشرين
لا تزال شركات التبغ تلعب دورًا كبيرًا في السياسة، وإن لم يكن على نطاق واسع كما كان الحال خلال القرن العشرين. في عام 1990، بلغ إجمالي مساهمات جماعات الضغط في مجال التبغ أكثر من 70 مليون دولار. في عام 2017، دفعت جماعات الضغط في مجال التبغ 21.8 مليون دولار. تميل شركات التبغ إلى التبرع بشكل أكبر للمرشحين الجمهوريين، حيث ساهمت بأكثر من 50 مليون دولار منذ عام 1990 للجمهوريين، بما في ذلك نائب الرئيس السابق مايك بنس. على الرغم من ظهور مقترحات متعددة لتنظيم السجائر الإلكترونية بشكل أكثر مرونة، مثل تعديل كول-بيشوب في مشروع القانون الشامل لعام 2017 وقانون توضيح سلطة تحديد القرار الصادر عن إدارة الغذاء والدواء لعام 2017، إلا أنه لم يقوموا بتمرير أي منها حتى الآن. في عام 2006، أمرت المحاكم شركات التبغ بنشر إعلانات مناهضة للتدخين، لكن شركات التبغ أرجأت هذا الأمر من خلال الاستئنافات المتعددة حتى عام 2017. اعتبارًا من عام 2017، يتعين على شركات التبغ الآن تشغيل إعلانات توضح التأثيرات الصحية السلبية للتدخين لمدة عام. في إجراء للحد من استخدام السجائر الإلكترونية بين الشباب، حظرت إدارة الغذاء والدواء الأمريكية الترويج وبيع منتجات التدخين الإلكتروني المنكهة في يناير 2020.
في عام 2017، أنشأت شركة فيليب موريس الدولية مؤسسة من أجل عالم خالٍ من التدخين وتمولها بالكامل (بمبلغ 80 مليون دولار سنويًا على مدى اثني عشر عامًا) بهدف دعم منتجات صناعة التبغ الجديدة.

## التقاضي
قاموا برفع دعاوى قضائية ضد العديد من مصنعي التبغ ، في محاولة لتحميلهم المسؤولية عن القتل الخطأ، أو الإصابة، أو النفقات الطبية المرتبطة بالتدخين واستخدام أنواع أخرى من التبغ. وقد رفعت القضايا من قبل المدعين الأفراد ومن قبل المسؤولين الحكوميين، بما في ذلك المدعي العام لولاية الولايات المتحدة. في كثير من الأحيان تمنح تعويضات عقابية للمدعي نتيجة لدعوى قضائية ناجحة. ومع ذلك، فإن الغالبية العظمى من قرارات المحكمة كانت لصالح شركات التبغ المدعى عليها.

### التاريخ
يمكن تقسيم تاريخ دعاوى التبغ في الولايات المتحدة إلى ثلاث موجات: (1) من عام 1954 إلى عام 1973، (2) من عام 1983 إلى عام 1992، و(3) من عام 1994 حتى اليوم. خلال الموجتين الأوليين، حققت شركات التبغ نجاحًا هائلاً، حيث فازت بجميع قضاياها باستثناء واحدة، مع عكس القضية الوحيدة التي خسرتها، وهي قضية سيبولوني ضد ليجيت.
خلال الموجة الأولى، كانت هناك وفرة متزايدة من الأدلة التي تربط التبغ بالوفاة والمرض. رفع المدخنون الأفراد دعاوى قضائية ضد صناعة التبغ، بدعوى الإهمال في التصنيع والإعلان، وانتهاك الضمان، ومسؤولية المنتج. ومع ذلك، ردت صناعة التبغ بتحدي العلم القائل بأن التدخين يسبب المرض، وزعمت أن المدخنين يتحملون أي مخاطر.
خلال الموجة الثانية، اتهم المدعون شركات التبغ بالفشل في التحذير من الإدمان وخطر الإصابة بالأمراض المرتبطة بالسجائر والمسؤولية الصارمة. وزعمت شركات التبغ أن الناس يتحملون مخاطر التدخين وأن القوانين الفيدرالية تسبق قوانين الولايات، والتي رفعت الدعاوى القضائية بموجبها. بالإضافة إلى ذلك، أنفقت صناعة التبغ مبالغ ضخمة من المال في هذه القضايا، في محاولة لإرهاق المدعين بالتكاليف القانونية. وقد وصفت مذكرة داخلية كتبها أحد محامي شركة التبغ آر جيه رينولدز استراتيجيتهم على النحو التالي: «بعبارة أخرى، فإن الطريقة التي فزنا بها بهذه القضايا لم تكن بإنفاق كل أموالنا، بل بجعل ذلك الابن الآخر اللعين ينفق كل أمواله».
كانت الموجة الثالثة من دعاوى التبغ أكثر نجاحًا بالنسبة للمدعين، حيث فاز المدعون بنسبة 41% من القضايا بين عامي 1995 و2005. كما شهدت أيضًا عددًا أكبر وتنوعًا من الدعاوى القضائية بشكل عام. اتهم المدعون العامون صناعة التبغ باستخدام التسويق المضلِّل، واستهداف الأطفال، وإخفاء الآثار الصحية للتدخين. وقد أدت هذه القضايا إلى تسوية النزاعات في جميع الولايات الخمسين في الولايات المتحدة.
وفي الآونة الأخيرة، حقق المدعون في قضايا التبغ نجاحاً متبايناً. في فلوريدا، رفضت دعوى قضائية جماعية كبيرة، لأن المحكمة زعمت أنه يجب إثبات كل حالة على حدة. ونتيجة لذلك، رفعت آلاف الدعاوى القضائية الفردية ضد شركات التبغ، ولكن العديد من هذه الأحكام أصبحت الآن في مرحلة الاستئناف. كما تحدى المدخنون السجائر الخفيفة، زاعمين أن شركات التبغ تعلن كذباً عن السجائر الخفيفة على أنها أكثر صحة. تزعم شركات التبغ أن «الضوء» يشير إلى الطعم، وليس المرشحات، كما استخدمت أيضًا حجج الاستباق. على الرغم من أن المحكمة العليا قضت في قضية Altria Group, Inc. ضد Good (2008) بأن القانون الفيدرالي لا يسبق بعض قوانين حماية المستهلك في الولايات، إلا أن أي محكمة لم تحكم على انتهاك هذه القوانين.

### الحالات الهامة
- 1992: في قضية سيبولوني ضد مجموعة ليجيت، قضت المحكمة العليا الأمريكية بأن تحذير الجراح العام لا يمنع المدخنين من رفع دعاوى ضد شركات التبغ بشأن عدة مطالبات، وأن القوانين الفيدرالية المتعلقة بتنظيم التبغ ليست مصاغة بحيث تبطل قوانين الولايات.
- 1995: أيدت المحكمة العليا في كندا في قضية شركة آر جي آر-ماكدونالد ضد كندا (المدعي العام) دستورية قانون مراقبة منتجات التبغ الفيدرالي، ولكنها ألغت الأحكام التي تمنع الإعلان عن التبغ والتحذيرات الصحية غير المنسوبة.
- مارس 2001: أكدت المحكمة العليا الأمريكية حكم محكمة الدائرة الذي يقضي بأن إدارة الغذاء والدواء لا تستطيع تصنيف التبغ باعتباره مادة صيدلانية ، وبالتالي لا تستطيع التحكم في إنتاجه من خلال قانون الغذاء والدواء ومستحضرات التجميل . ( إدارة الغذاء والدواء ضد شركة براون آند ويليامسون للتبغ)
- يونيو 2002: منحت محكمة مقاطعة كانساس 15 مليون دولار كتعويضات عقابية ضد شركة RJ Reynolds Tobacco بعد وصف سلوك الشركة بأنه «مُلام للغاية ويستحق عقوبة كبيرة». ( ديفيد بيرتون ضد شركة RJ Reynolds Tobacco )
- يونيو 2002: قضت هيئة محلفين في ميامي بأن ثلاث شركات سجائر مسؤولة عن مبلغ 37.5 مليون دولار في دعوى قضائية تتعلق بمدخن سابق فقد لسانه بسبب سرطان الفم المرتبط بالتبغ. ( لوكاكس ضد فيليب موريس)[28]
- أكتوبر 2002: أصدرت هيئة محلفين في لوس أنجلوس حكماً بدفع غرامة عقابية قدرها 28 مليار دولار ضد شركة فيليب موريس. وقد خفض هذا المبلغ لاحقًا إلى 28 مليون دولار. ( بيتي بولوك ضد فيليب موريس)[29]
- 2003: منحت هيئة محلفين مقاطعة ماديسون بولاية إلينوي 10.1 مليار دولار ضد شركة التبغ فيليبس موريس بسبب الإعلان الخادع عن السجائر في دعوى جماعية قادها المحامي ستيفن تيليري (برايس ضد فيليب موريس).
- 2004: أصدرت هيئة محلفين في نيويورك حكما بمنح زوجة رجل مدخن منذ فترة طويلة مبلغ 20 مليون دولار، والذي توفي بسرطان الرئة عن عمر يناهز 57 عاما. كانت هذه هي المرة الأولى التي تعتبر فيها محكمة في نيويورك شركة تبغ مسؤولة عن وفاة شخص مدخن. ( جلاديس فرانكسون ضد شركة براون وويليامز للتبغ)[30]
- 2005: في قضية شركة إمبريال توباكو ضد كولومبيا البريطانية، قضت المحكمة العليا في كندا بأن قانون تعويضات التبغ وتكاليف الرعاية الصحية الإقليمي، والذي يسمح للحكومة بمقاضاة شركات التبغ، كان صالحًا دستوريًا.
- 2007: أدت قضية شركة فيليب موريس الولايات المتحدة الأمريكية ضد ويليامز إلى قيام المحكمة العليا الأمريكية بإخبار محكمة الاستئناف في ولاية أوريجون بإعادة النظر في حكمها السابق وخفض مبلغ الأضرار العقابية في القضية في ضوء قضية شركة ستيت فارم ضد كامبل. وفي نهاية المطاف، أيدت محكمة الاستئناف تعويضاتهم الأصلية.
- 2008: قالت قضية مجموعة ألتريا ضد جود أمام المحكمة العليا الأمريكية إن قانون الولاية لا يتقدم على القانون الفيدرالي فيما يتعلق بلوائح الإعلان عن السجائر.

### أسباب المطالبات
الحقوق المدنية
قامت شركات التبغ بتسويق السجائر المنثولية المخصصة للأميركيين من أصل أفريقي؛ وقد سعت المجموعات إلى المطالبة بحقوقها المدنية في المحكمة.
عيوب التصميم
تزعم ادعاءات عيوب التصميم أن شركات التبغ صممت منتجات تبغ تنطوي على مخاطر صحية إضافية. تشمل أمثلة عيوب التصميم السجائر التي تزيد من مخاطر الإدمان والاختيار المتعمد لعدم تطوير سجائر أقل ضررًا.
وردًا على ذلك، زعمت شركات التبغ أنها لم تجعل السجائر أكثر خطورة عمدًا، بل إنها بدلاً من ذلك صممت بعناية وحرص منتج التبغ الأقل خطورة على المدخنين.
المسؤولية الصارمة
وبموجب نظرية المسؤولية الصارمة، تكون شركة التبغ مسؤولة عن أي أضرار أو إصابات ناجمة عن استخدام السجائر حتى لو لم يكن هناك أي دليل على الإهمال.
مسؤولية المنتج
مسؤولية أي أو جميع الأطراف على طول سلسلة التصنيع والتوزيع وبيع أي منتج عن الضرر أو الإصابة الناجمة عن هذا المنتج.
حرمان من معلومات المخاطر الصحية
وقد زعمت الدعاوى القضائية المرفوعة ضد شركات التبغ أن شركات التبغ تضلل الجمهور بشأن مخاطر التدخين، والدخان البيئي، وإدمان النيكوتين.

### الدفاعات
ولا يقع الضرر على الإرادة
«Volenti non fit injuria»، أو «بالنسبة لشخص راغب، لا يحدث أي ضرر»، هو مبدأ في القانون العام ينص، عند تطبيقه على هذه الحالات، على عدم وجود ضرر يلحق بشخص يضع نفسه طوعا في موقف يتأثر فيه سلبا باستهلاك التبغ.
الاهمال المساهم
الإهمال المساهم هو دفاع في القانون العام ضد دعوى مبنية على الإهمال، حيث كانت الآثار السلبية غير معروفة قبل القضايا. لقد كان هذا أحد الدفاعات المستخدمة بشكل شائع. وسوف يؤكد معظمهم أن المدعي نفسه هو الذي ساهم في إصابته لأنه كان لديه علم مسبق بالأضرار المرتبطة بالتدخين.

#### فشل إعلانات التبغ في التأثير على غير المدخنين
في عام 2006، زعمت شركات التبغ أن إعلانات التبغ كانت مخصصة للمدخنين للاختيار بين العلامات التجارية لمنتجات التبغ. علاوة على ذلك، فإن للإعلان تأثير محدود في التأثير على سلوك التدخين. لذلك، لا تلعب إعلانات التبغ دورًا في دفع غير المدخنين إلى التدخين.
لا يمكن لعلم الأوبئة أن يظهر السببية
وزعمت شركات التبغ أن الأدلة الوبائية لا يمكنها إظهار السبب المباشر لدى الأفراد. وقد استُخدم هذا المنطق في قضية McTear v. Imperial Tobacco Limited عام 2005 في اسكتلندا، حيث زعم أن المدعين لم يتمكنوا من إثبات أن تدخين المدعين تسبب في إصابتهم بسرطان الرئة بشكل معقول. بالإضافة إلى ذلك، تتحدى شركات التبغ الطريقة التي تجمع بها الأدلة الوبائية.

## الدعاوى القضائية خارج الولايات المتحدة

### مقدمة
وبحلول عام 2000، استمرت الدعاوى القضائية أيضاً في العديد من البلدان خارج الولايات المتحدة. واستنادًا إلى التعويضات المقدمة من طرف ثالث، رفعت عدة دول، مثل بوليفيا وغواتيمالا ونيكاراغوا وفنزويلا، دعاوى قضائية في الولايات المتحدة وفي محاكمها ضد صناعات التبغ. اعتبارًا من عام 2000، رفعت دعاوى فردية أيضًا في العديد من البلدان، بما في ذلك الأرجنتين وفنلندا وفرنسا واليابان وأيرلندا والنرويج وسريلانكا وتايلاند وتركيا.
وقعت الولايات المتحدة على اتفاقية منظمة الصحة العالمية الإطارية بشأن مكافحة التبغ في 10 مايو 2004، على الرغم من أنها لم تصادق على المعاهدة مطلقًا.

### اتفاقية منظمة الصحة العالمية الإطارية بشأن مكافحة التبغ
تمثل اتفاقية منظمة الصحة العالمية الإطارية بشأن مكافحة التبغ، التي اعتمدت في عام 2003، معلماً هاماً في حوكمة مكافحة التبغ الدولية. أضفي الطابع الرسمي عليها في 27 فبراير 2005، وحتى عام 2009، وقعت 169 دولة على المعاهدة. الولايات المتحدة هي واحدة من الدول السبع التي وقعت على اتفاقية منظمة الصحة العالمية الإطارية لمكافحة التبغ ولكنها لم تصادق عليها. تشجع اتفاقية مكافحة التبغ الدول على الحد من إنتاج التبغ واستخدامه من خلال تدابير مثل فرض الضرائب على السجائر والقيود المفروضة على الإعلان وضوابط الهواء النظيف والتغليف البسيط، وتشريعات تهريب التبغ.
قبل عام 1998، لم يحظ مفهوم معاهدة دولية لمكافحة التبغ بحماس كبير. ومع ذلك، في عام 1998، أصبحت غرو هارلم برونتلاند المديرة العامة لمنظمة الصحة العالمية، مما خلق زخماً لاتفاقية منظمة الصحة العالمية الإطارية بشأن مكافحة التبغ. كما لعبت المنظمات والفعاليات داخل الولايات المتحدة دوراً رئيسياً في إنشاء اتفاقية مكافحة التبغ وتبنيها على مستوى العالم. ساعدت جمعية الصحة العامة الأمريكية في دعم تطوير اتفاقية منظمة الصحة العالمية الإطارية لمكافحة التبغ، في حين ساعدت موجة الدعاوى القضائية الناجحة في مجال التبغ في توليد الاهتمام بمكافحة التبغ. ومع ذلك، تفتقر اتفاقية مكافحة التبغ إلى تفويضات بشأن قضايا التبغ العابر للحدود. ونتيجة لذلك، لم تنفذ المعاهدة بالشكل المطلوب، على الرغم من التصديق عليها على نطاق واسع. وردًا على ذلك، قامت منظمات مثل مؤسسة بلومبرج الخيرية ومؤسسة بيل ومليندا غيتس بزيادة مساهماتها الخيرية لمنظمة الصحة العالمية، مما أدى إلى إنشاء برنامج MPOWER لمكافحة التبغ، والذي يركز على تنفيذ اتفاقية منظمة الصحة العالمية الإطارية بشأن مكافحة التبغ.

### أستراليا
في أستراليا، واجهت شركات التبغ العديد من الدعاوى القضائية، على الرغم من أنها لم تكن بحجم الدعاوى القضائية في الولايات المتحدة. في عام 1991، وجدت المحكمة الفيدرالية أن الإعلانات التي تنكر الدخان البيئي مضللة. في قضية نيكسون ضد شركة فيليب موريس (أستراليا) المحدودة عام 1999، زعم المدعون أن شركات التبغ ضللت طريقهم بشأن مخاطر التدخين، على الرغم من أن المحاكم قضت بأن القضية لا يمكن أن تستمر كإجراءات تمثيلية (على غرار دعاوى الدعاوى الجماعية في الولايات المتحدة). تعتبر قضايا الإصابة الشخصية أقل شيوعًا في أستراليا، حيث يتعين على المدعين غير الناجحين دفع الرسوم القانونية للمدعى عليه، كما توجد حوافز أقل للربح للمحامين الأستراليين، ولم يتولد الزخم من الدعاوى القضائية الناجحة في مجال التبغ.
كانت قضية ماكابي ضد شركة بريتيش أميركان توباكو (2002) أول قضية إصابة شخصية خارج الولايات المتحدة تحصل على حكم ضد شركة تبغ. ادعت المدعية، رولا مكابي، التي شخصت إصابتها بسرطان الرئة، أن شركة التبغ البريطانية الأمريكية أستراليا ضللت حالتها في تقدير مخاطر تدخين السجائر. وقد ألغي الحكم في وقت لاحق، على الرغم من وفاة ماكابي قبل انتهاء إجراءات المحكمة. كانت هذه القضية مؤثرة في التقاضي والتشريع فيما يتعلق بتدمير الوثائق، حيث قامت شركة بريتيش أميركان توباكو بتدمير العديد من الوثائق في هذه القضية.
في عام 2005، قاموا بالتوصل إلى تسوية قابلة للتنفيذ من قبل المحكمة بين لجنة المنافسة والمستهلك الأسترالية (ACCC) وشركة فيليب موريس (أستراليا) المحدودة، وشركة بريتيش أميركان توباكو المحدودة، وشركة إمبريال توباكو أستراليا المحدودة. وافقت الشركات على التوقف عن وصف السجائر بأنها «خفيفة» و«معتدلة» وتوفير 9 ملايين دولار للإعلان التصحيحي، في مقابل توقف لجنة المنافسة والمستهلكين عن متابعة بعض الإجراءات القانونية ضد الشركات. وبعد ذلك، بدأت الشركات في وصف السجائر بمصطلحات مثل «غنية» و«كلاسيكية» و«ناعمة» و«جيدة» و«نهائية» و«مكررة» و«مبردة».
ولم تكن شركات التبغ هي المدعى عليهم الوحيدين في قضايا التبغ. في القضايا المتعلقة بالدخان البيئي، غالبًا ما يكون المدعى عليهم هم أصحاب أو مديري المواقع التي يحدث فيها الدخان البيئي. في قضية Meeuwissen v Hilton Hotels of Australia Pty Ltd (1997)، زعم المدعي أن الدخان البيئي في ملهى ليلي يشكل تمييزًا غير قانوني على أساس الإعاقة، وحصل على تعويض قدره 2000 دولار أسترالي. وبعيدًا عن التمييز على أساس الإعاقة، فقد استشهدت دعاوى الدخان البيئي أيضًا بالإهمال في القانون العام، وقانون الصحة والسلامة المهنية، وقانون شاغلي المباني. وكانت نتيجة هذه الدعاوى القضائية زيادة الحظر على التدخين في أماكن العمل وفي بعض الأماكن العامة.
كما قامت شركات التبغ برفع دعاوى قضائية على المستوى المحلي والدولي، زاعمة أن الإجراءات الحكومية ضد التبغ انتهكت حقوقها التجارية. في عام 2011، قدمت الحكومة الأسترالية تشريعات التغليف البسيط. وقد تحدت شركة فيليب موريس آسيا المحدودة هذا التوجيه بموجب اتفاقية تجارية ثنائية مع هونج كونج، ولكنها لم تنجح في مسعاها. كما قدمت كوبا وهندوراس وجمهورية الدومينيكان وإندونيسيا شكوى إلى منظمة التجارة العالمية، لكن منظمة التجارة العالمية أيدت قانون التغليف البسيط في عام 2017.
ولم تتوقف بعض المجلات بعد عن الإعلان عن التبغ في إصداراتها، ويرجع ذلك إلى حد كبير إلى حقيقة أنه لا يزال غير محظور على أساس قانوني، وكذلك مع العروض الترويجية والتوزيع العام المجاني، مما يثير القلق المتزايد بين المنظمات نتيجة لذلك.

### النمسا
انضمت النمسا إلى اتفاقية منظمة الصحة العالمية لمكافحة التبغ في 14 ديسمبر 2005.

### بوتان
يحظر قانون مكافحة التبغ في بوتان لعام 2010 زراعة وتصنيع وبيع وتوزيع منتجات التبغ داخل بوتان

### البرازيل
يُحظر بيع السجائر الإلكترونية وعبوات السجائر الإلكترونية بالتجزئة. لا يُحظر استخدام منتجات التبغ.

### كندا
اقترحت كندا خطة تقضي بأن تدفع شركات التبغ الثلاث الكبرى لديها 32.5 مليار دولار إلى المقاطعات والأقاليم والمدخنين في كندا. اعتبارًا من 18 أكتوبر 2024، لم يوافق على هذه الخطة بعد. إذا تمت الموافقة على الصفقة، فإن الشركات الثلاث - Imperial Tobacco Canada Ltd. وJTI-Macdonald Corp. وRothmans, Benson & Hedges - ستدفع: 24.7 مليار دولار إلى المقاطعات والأقاليم؛ و6.6 مليار دولار للأفراد الذين عانوا من أمراض محددة مرتبطة بالتدخين أو الناجين منهم؛ ومليار دولار لمؤسسة وطنية جديدة لأبحاث السرطان والأمراض الأخرى المرتبطة بالتدخين.

### الصين
وعلى الرغم من أن الصين تواجه العديد من المشاكل الصحية المرتبطة بالتبغ، حيث يبلغ عدد الوفيات المرتبطة بالتبغ أكثر من 1.2 مليون حالة سنويا، فإن استجابة الحكومة كانت محدودة. توفر صناعة التبغ ما بين 7 إلى 10 في المائة من عائدات الضرائب للحكومة، كما توفر أيضًا العديد من الوظائف في الزراعة والمبيعات وغيرها من الشركات. بالإضافة إلى ذلك، تعتبر الحكومة أن إجراءات مكافحة التدخين قد تؤدي إلى زعزعة الاستقرار، نظراً للاستياء والاضطرابات التي قد تسببها.
وتعارض صناعة التبغ وبعض المؤسسات البيروقراطية التدابير المناهضة للتدخين. في الصين، تخضع صناعة التبغ لسيطرة احتكارية شديدة. أكبر شركة هي شركة الصين الوطنية للتبغ (CNTC)، وهي أيضًا أكبر شركة تبغ في العالم وتشكل حوالي 32 بالمائة من السوق العالمية. يُوصف المركز الوطني للتبغ بأنه «وكالة صناعية وتجارية بحكم الأمر الواقع» حيث يدار أيضًا من قبل الوكالة التنظيمية الوطنية، وهي إدارة احتكار التبغ الحكومية (STMA). انتقد البعض STMA/CNTC بسبب التداخل بين الحكومة وقطاع الأعمال ( zhengqi bu fen ).
وتعارض بعض الحكومات الإقليمية أيضًا سياسات مكافحة التبغ. على سبيل المثال، في مقاطعة يونان، يعد التبغ الصناعة الأكبر، حيث توفر ضرائب التبغ نصف إيرادات الحكومة المحلية. وتعتمد مقاطعات أخرى مثل قويتشو وخنان وسيتشوان أيضًا بشكل كبير على الإيرادات من إنتاج التبغ.
لقد نفذت الحكومة الصينية بعض التدابير لمكافحة التبغ. خلال ثمانينيات وتسعينيات القرن العشرين، نفذت الحكومة الوطنية والحكومات المحلية حظراً مختلفاً على التدخين في الأماكن العامة. في عام 2005، صادقت جمهورية الصين الشعبية على الاتفاقية الإطارية لمكافحة التبغ. في عام 2009، رفعت الحكومة ضريبة استهلاك التبغ، على الرغم من أن هذا لم يقلل من التدخين، حيث اشترطت الحكومة أن تظل أسعار الجملة والتجزئة كما هي. في عام 2011، أقر المؤتمر الشعبي الوطني الخطة الخمسية الثانية عشرة، والتي تضمنت دعوة إلى حظر التدخين في الأماكن العامة بشكل كامل. ومع ذلك، فإن العديد من هذه القوانين لم يتم تطبيقها بشكل جيد.

### الهند
لا يُحظر استخدام السجائر العادية ومنتجات التبغ الأخرى. السجائر الإلكترونية ممنوعة. ومع ذلك، فإن التدخين محظور تمامًا في العديد من الأماكن العامة وأماكن العمل مثل المرافق الصحية والتعليمية والحكومية وفي وسائل النقل العام. ومع ذلك، ظل دعاة الصحة العامة يضغطون من أجل فرض لوائح أكثر صرامة للحد من استخدام التبغ، مشيرين إلى العبء الاقتصادي الذي تفرضه الأمراض المرتبطة بالتبغ على نظام الرعاية الصحية. الهند من الدول الموقعة على اتفاقية منظمة الصحة العالمية الإطارية بشأن مكافحة التبغ، والتي تفرض تدابير صارمة لمكافحة التبغ، بما في ذلك حظر الإعلانات وزيادة الضرائب ووضع ملصقات التحذير.

### اليابان
بعد إصلاحات ميجي في القرن التاسع عشر، بدأت اليابان في فرض الضرائب على التبغ. تاريخيًا، استخدمت عائدات التبغ لتمويل المساعي العسكرية. في أواخر القرن التاسع عشر، وفي أعقاب العجز الناجم عن الحرب الصينية اليابانية واستعدادًا للحرب الروسية اليابانية، فرضت الحكومة احتكارًا على إنتاج التبغ. في عام 1985، خصخص هذا الاحتكار وتحويله إلى ما يعرف الآن بشركة التبغ اليابانية (JT)، على الرغم من أن الحكومة لا تزال تمارس نفوذاً كبيراً على عائدات ضريبة التبغ وتستفيد منها. في عام 1999، أنشأت شركة Japan Tobacco فرعها الدولي، Japan Tobacco International (JTI). أصبحت شركة JTI الآن ثالث أكبر شركة تبغ عابرة للحدود الوطنية في العالم.
في عام 2014، قضت المحكمة العليا في طوكيو بعدم وجود أدلة علمية قاطعة على أن التدخين يسبب السرطان، على الرغم من أن الأدلة التي قدمتها كانت غير موثوقة خارج اليابان.
في عام 2017، استعدادًا لدورة الألعاب الأولمبية والبارالمبية الصيفية 2020 التي تستضيفها طوكيو، دعت وزارة الصحة والعمل والرفاهية إلى حظر التدخين في المرافق العامة. تتمتع اليابان ببعض من أقل إجراءات مكافحة التبغ صرامة في العالم. عارضت صناعة خدمات الأغذية، التي تشمل الأماكن العامة مثل المطاعم والحانات، هذا الإجراء بشدة. في عام 2018، عدلت خطة حظر التدخين بشكل كامل لتشمل بعض الاستثناءات، مثل غرف منفصلة للمدخنين في المطاعم في المؤسسات «الصغيرة الحجم» المعفاة من الضرائب.
لا يُسمح بالسجائر الإلكترونية التي تحتوي على النيكوتين إلا كمنتجات طبية ولم تأتي الموافقة على أي سجائر إلكترونية. السجائر العادية ومنتجات التبغ الأخرى ليست محظورة.

### هولندا
توقفت سلسلة متاجر Lidl في هولندا عن بيع السجائر في عام 2021.

### روسيا
في روسيا، يعتبر التدخين منتشرًا جدًا، وتتمتع صناعة التبغ بنفوذ كبير في السياسة الروسية. عمل العديد من أعضاء مجلس الدوما الروسي أيضًا في صناعة التبغ. بعد الاحتجاجات التي اندلعت بسبب نقص السجائر في عام 1990، بدأت شركات التبغ العابرة للحدود الوطنية في الاستثمار في سوق التبغ الروسية، وخاصة في الإنتاج. وقد رافق هذا النمو في الصناعة زيادة في التدخين، حيث سجلت روسيا أعلى معدلات التدخين في أوروبا.
وعلى الرغم من أن الحكومة الروسية حاولت تنفيذ برامج الوقاية من التبغ ومكافحته، فإن معظم هذه البرامج لم تحقق سوى نجاح محدود. في منتصف تسعينيات القرن العشرين، أوصت وزارة الصحة الاتحادية باتخاذ عدة تدابير لمكافحة التبغ، لكنها فشلت في توفير التمويل اللازم لتنفيذها. في عام 1999، قدم مجلس الدوما تشريعات وطنية لمكافحة التبغ. ومع ذلك، خفف هذا التشريع بشكل كبير بعد إزالة تدابير مثل القيود المفروضة على الإعلان. في عام 2006، أقر مجلس الدوما لوائح محدودة للإعلان عن التبغ، والتي لا تزال تسمح بوضع تحذيرات صغيرة على علب السجائر دون رسوم بيانية. في عام 2010، وافق رئيس الوزراء بوتين على «مفهوم السياسة الحكومية لمكافحة استخدام التبغ للفترة 2010-2015». وعلى الرغم من أن المفهوم حدد عدة أهداف واقتراحات سياسية ملموسة، مثل الحظر الكامل على جميع إعلانات التبغ، إلا أنه لم يكن ملزماً قانوناً. وعندما اقترحت وزارة الصحة والتنمية الاجتماعية تشريعاً خاصاً بالتبغ على أساس هذا المفهوم، علق مشروع القانون في غضون يومين. على الرغم من أن العديد من الممثلين الروس ساعدوا في تطوير الاتفاقية الإطارية لمكافحة التبغ (FCTC)، إلا أن روسيا كانت واحدة من آخر الدول التي وقعت على الاتفاقية الإطارية لمكافحة التبغ.
في عام 2017، اقترحت وزارة الصحة حظر السجائر الذي سيطبق على جميع المولودين بعد عام 2014، رغم أن البعض أعرب عن قلقه من أن الحظر سيؤدي إلى سوق سوداء للسجائر.

### سيشل
على الرغم من أن منتجات التبغ ليست محظورة، إلا أن هناك بعض القيود المفروضة على تصنيع منتجات التبغ واستيرادها وبيعها، بما في ذلك متطلبات التعبئة والتغليف ووضع العلامات. أصبح استخدام السجائر الإلكترونية قانونيًا أيضًا منذ عام 2019.

### سنغافورة
في حين أن منتجات التبغ ليست محظورة، إلا أن هناك بعض القيود المفروضة على بيع منتجات التبغ والسجائر الإلكترونية محظورة.

### سلوفينيا
انتقل تصنيف سلوفينيا في مقياس مكافحة التبغ من المركز 28 في عام 2016 إلى المركز الثامن في عام 2019. وهي واحدة من 13 دولة عضو في الاتحاد الأوروبي وافقت في عام 2012 على حظر التدخين في السيارات الخاصة في وجود القاصرين. الدول المتبقية هي: أيرلندا والمملكة المتحدة وفرنسا وفنلندا وإيطاليا ومالطا وقبرص وليتوانيا وسلوفينيا ولوكسمبورج والنمسا واليونان وبلجيكا. في عام 2020، أطلقت سلوفينيا برنامجًا بهدف أن تصبح مجتمعًا خاليًا من التبغ بحلول عام 2040، وهو آخر تاريخ مفيد.

### جنوب أفريقيا
التدخين ممنوع في الأماكن العامة. ويتضمن ذلك الحانات والبارات والممرات وأماكن وقوف السيارات وكذلك التدخين في وسائل النقل العام والرحلات الداخلية. ويُحظر أيضًا استخدام التبغ في أي سيارة تحمل شخصًا يقل عمره عن 12 عامًا

### المملكة المتحدة
حظر إعلانات السجائر على التلفاز في عام 1965.
اعتبارًا من عام 2012، في إنجلترا، حظر عرض السجائر والتبغ في محلات السوبر ماركت. وعلى هذا النحو، ورغم أن بيعها في محلات السوبر ماركت لم يُحظر بالكامل بعد، فيجب على الأقل أن تظل مخفية في خزائن مغلقة، بعيدًا عن الأنظار.
حققت إنجلترا هدفها المتمثل في خفض معدل انتشار التدخين بين البالغين إلى 21% أو أقل بحلول عام 2010.
حظرت غالبية إعلانات التبغ بموجب الولاية القضائية البريطانية بعد تنفيذ قانون الإعلان والترويج للتبغ لعام 2002.

### الأوروغواي
ويحظر القانون بيع منتجات التبغ عبر آلات البيع والإنترنت والمرافق التعليمية وأماكن أخرى مختلفة. السجائر الإلكترونية محظورة أيضًا.

## قراءة إضافية
- Fritschler، A. Lee؛ Rudder، Catherine E. (2006)، Smoking and Politics (ط. 6th)، Pearson، ISBN:978-0131791046.
- Suing the Tobacco and Lead Pigment Industries: Government Litigation as Public Health Prescription by Donald G. Gifford. Ann Arbor, University of Michigan Press, 2010. (ردمك 978-0-472-11714-7)ISBN 978-0-472-11714-7
- Ashes to Ashes: America's Hundred-Year Cigarette War, the Public Health, and the Unabashed Triumph of Philip Morris by Richard Kluger (Vintage; 1st Vintage Books ed edition (July 29, 1997)) (ردمك 978-0375700361)
- Milov، Sarah (2021)، The Cigarette: A Political History، Harvard University Press، ISBN:978-0674260313.
- Assuming the Risk: The Mavericks, the Lawyers, and the Whistle-Blowers Who Beat Big Tobacco by Michael Orey (Little, Brown and Company; 1 edition (September 7, 1999)) (ردمك 978-0316664899)

## روابط خارجية
- لا للتدخين.org
- مجموعة الضغط ضد التدخين
- مستندات معهد التبغ - جزء من اتفاقية التسوية الرئيسية
- مجموعة مقاطع فيديو لصناعة التبغ في جامعة كاليفورنيا في سان فرانسيسكو
- مجموعة تسجيلات صوتية لصناعة التبغ في جامعة كاليفورنيا في سان فرانسيسكو
- إيرادات الضرائب المحلية والولائية، سنوات مختارة 1977-2006